# 카테르지나 시니아코바

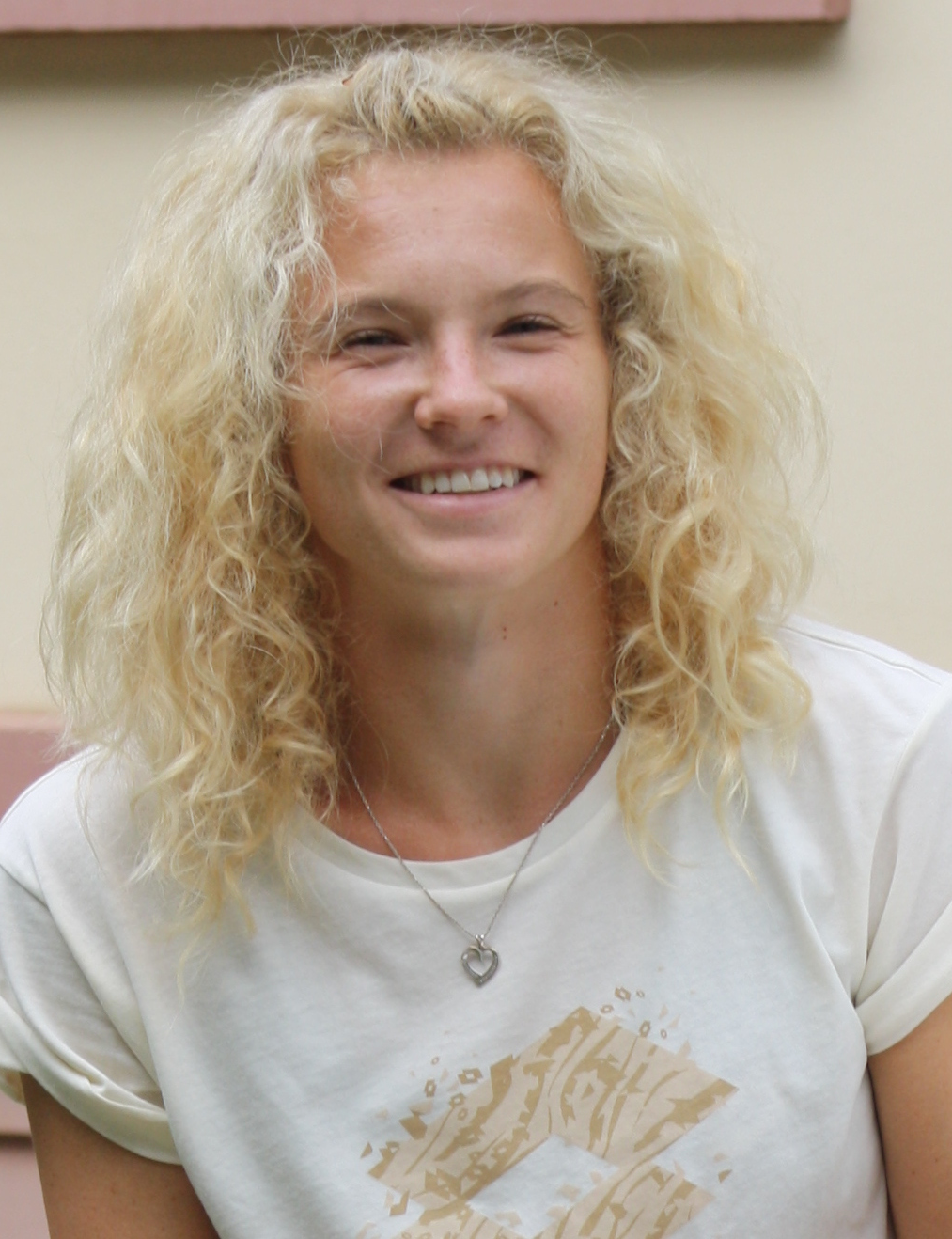

카테르지나 시니아코바(체코어: Kateřina Siniaková, 체코어 발음: [ˈkatɛr̝ˈna ˈsɲakovaː], 1996년 5월 10일 ~ )는 체코의 프로 테니스 선수이다. WTA가 선정한 복식 세계 1위, 단식 세계 27위에 올랐다.
시니아코바는 여자 복식에서 9번의 그랜드 슬램 챔피언이다. 동료 체코인 바르보라 크레이치코바와의 오랜 파트너십을 통해 7개의 메이저 타이틀을 획득했으며, 함께 슈퍼 슬램을 달성했다. 2024 프랑스 오픈에서 코코 고프와 2024 윔블턴 챔피언십에서 테일러 타운센드와 협력하는 두 개의 다른 메이저를 보유하고 있다. 시니아코바는 2018년 10월 처음으로 세계 1위에 올랐고, 총 115주 동안 복식 부문 1위를 유지해 WTA 랭킹 시작 이후 6번째로 긴 기록을 세웠다. 시니아코바는 2021년 WTA 결승전과 WTA 1000 레벨에서 4번을 포함하여 WTA 투어에서 26번의 복식 타이틀을 획득했다.
단식 부문에서 2017년 선전 오픈과 스웨덴 오픈, 2022년 슬로베니아 오픈, 2023년 바트홈부르크 오픈과 장시 오픈 등 통산 5개의 타이틀을 획득했다. 그녀의 최고 그랜드 슬램 성적은 2019년 프랑스 오픈이었다. 세계 1위를 뒤흔들고 US 오픈과 호주 오픈 챔피언을 제패한 오사카 나오미가 4라운드에 진출한다. 그녀는 다른 7개 메이저 토너먼트에서도 3라운드에 진출했다.
시니아코바는 2018 페드컵에서 우승한 체코 팀의 일원이었고 크레이치코바와 함께 2020 도쿄 올림픽에서 복식 금메달을 획득했으며 토마시 마하치와 함께 2024 파리 올림픽 혼합 복식 금메달을 획득했다.